# Fourmi esclavagiste
Dulotisme

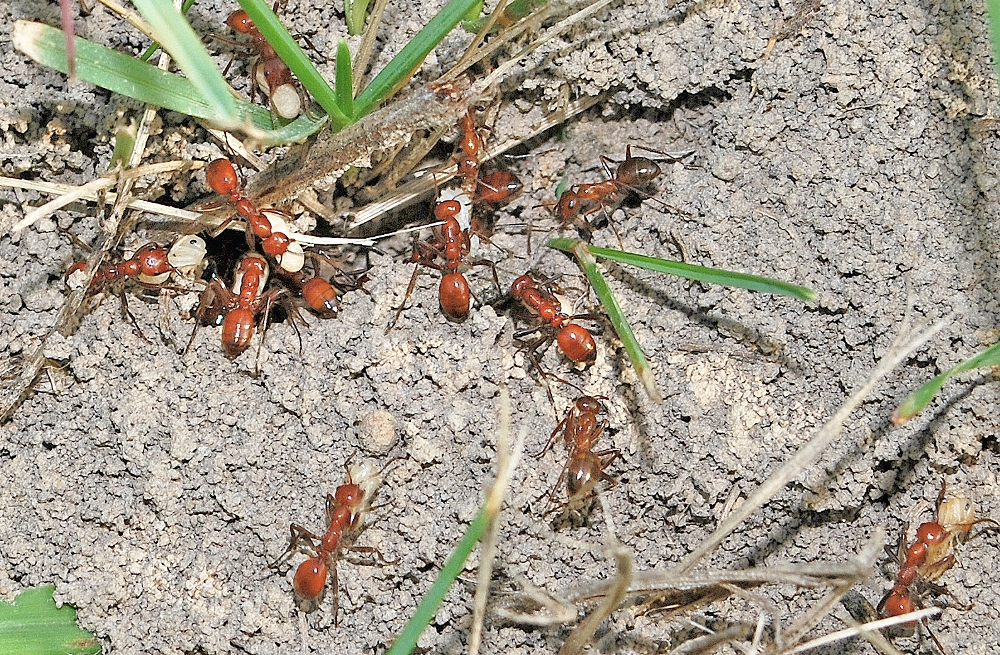
Des Polyergus lucidus au retour d'un raid contre des Formica incerta

Les fourmis esclavagistes sont des espèces de fourmis qui volent les larves et les nymphes d'autres espèces de fourmis pour renforcer les effectifs de leurs propres colonies. Les fourmis enlevées au berceau, devenues adultes, servent les fourmis ravisseuses, apportent de la nourriture dans la colonie, dont elles assurent le bon fonctionnement. Le comportement des fourmis dites  « esclavagistes » est analysé aujourd'hui comme une forme de parasitisme. 
Deux cent trente espèces pratiquent cet « esclavagisme » ; les 14 espèces du genre Polyergus (fourmi amazone) ont des ouvrières incapables de s'occuper de leur couvain et doivent donc impérativement capturer des ouvrières lors de raids pour se perpétuer.

## Description
Leur comportement a été étudié pour la première fois en 1810 par l'entomologiste suisse Pierre Huber. 

### Raids et captures
Les fourmis esclavagistes organisent des raids pour capturer les larves. Leur glande de Dufour sécrète alors des phéromones de recrutement pour se rassembler avant l'attaque, puis des phéromones de panique pour disperser les soldats du nid ciblé. Lors de ces raids, les esclavagistes ne tuent pas la reine hôte afin de pouvoir piller de nouveau le nid.

### Interactions
Les ouvrières nées des captures développent un « programme comportemental normal » : elles sortent et ramènent de la nourriture dans le nid de leurs ravisseuses, elles s'occupent de leurs œufs comme si elles appartenaient à leur propre espèce. Selon l'entomologiste Luc Passera, le terme « esclavagiste » n'est pas le plus approprié car les ouvrières asservies appartiennent à une autre espèce, et il vaudrait mieux, si l'on veut rester dans le registre anthropomorphique, parler de « domestication ». 
Il arrive cependant que les « esclaves » changent de comportement, se révoltent, et éliminent les larves dont elles ont la charge. 

## Un cas de parasitisme
Le terme scientifique traditionnellement lié à ce comportement est dulotisme, du grec dulos, esclave. Cependant, la comparaison anthropomorphique a été remise en cause récemment : d'une part, elle est soupçonnée de véhiculer un message politique, justifiant l'assujettissement ; d'autre part, elle empêche une compréhension correcte du comportement des fourmis concernées.
Une fourmi dite « esclavagiste » se comporte en fait comme un ténia (ver parasite dans les intestins) : elle dépend pour sa survie d'un autre organisme. Mais au lieu de se déplacer d'une victime à une autre, comme le font de nombreux parasites, les fourmis esclavagistes amènent leur victime dans leur nid, où elles peuvent la contrôler.
L'idée que les fourmis ainsi capturées résistent à la domination des ravisseuses n'a pas eu de crédit jusqu'à une époque récente. « Il y avait un consensus sur le fait que les esclaves ne pouvaient se rebeller », explique Susanne Foitzik, spécialiste des fourmis. Selon la biologiste Marlene Zuk, la comparaison anthropomorphique de l'esclavagisme a pu empêcher les scientifiques de prendre en considération les révoltes des fourmis exploitées, car les rébellions d'esclaves sont rares, souvent vouées à l'échec. Analysé comme un cas de parasitisme, en revanche, le comportement des fourmis révoltées paraît commun et aisément compréhensible : la cible d'un ver parasite, et le ver parasite lui-même à l'intérieur de l'intestin, s'attaquent mutuellement et se défendent en permanence l'un contre l'autre.